# Impianto solare termodinamico

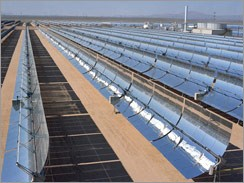
Solare termodinamico: specchi parabolici vengono disposti in righe per massimizzare l'accumulo di energia solare nel minimo spazio possibile.

Schema di funzionamento di un riflettore parabolico

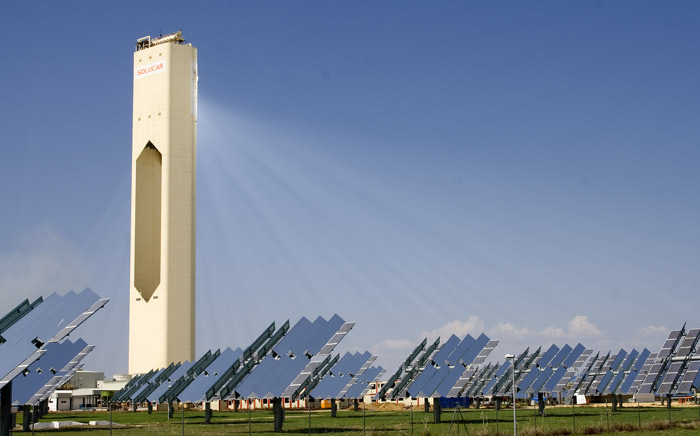
Centrale solare a specchi con torre centrale Solucar PS10

In ingegneria energetica un impianto solare termodinamico, anche noto come centrale solare a concentrazione, oppure centrale solare termoelettrica, è un tipo di centrale elettrica che sfrutta, come fonte energetica primaria, la radiazione solare, accumulandola sotto forma di calore per mezzo di tecniche di concentrazione solare, per convertirla, tramite una turbina a vapore, ottenendo una produzione di energia elettrica.
Deve il suo nome al fatto che, alla fase di captazione dell'energia solare incidente, già presente nei comuni impianti solari termici, aggiunge un ciclo termodinamico (tipicamente un Ciclo Rankine, ma si considerano anche implementazioni future basate sul Ciclo Brayton) per la trasformazione dell'energia termica raccolta, in energia elettrica, tramite un gruppo turbina a vapore più alternatore, come avviene nelle comuni centrali termoelettriche.

## Caratteristiche
A differenza dei comuni pannelli solari termici per la generazione di acqua calda a fini domestici (con temperature inferiori a 95 °C), questa tipologia di impianto genera medie ed alte temperature (600 °C e oltre) permettendone l'uso in applicazioni industriali come la generazione di elettricità e/o come calore per processi industriali (cogenerazione).
La grande rivoluzione rispetto all'altra tecnologia solare di generazione elettrica (fotovoltaico) è però la possibilità di produzione di elettricità anche in periodi di assenza della fonte energetica primaria durante la notte o con cielo coperto da nuvolosità grazie alla possibilità di accumulo del calore in appositi serbatoi, ponendo almeno parziale rimedio ai limiti fisici di continuità/intermittenza imposti da tale tipo di fonte energetica.
Si tratta dunque di una tecnologia energetica alternativa e rinnovabile rispetto a quelle tradizionali basate su combustibili fossili e nucleari, il cui principio di funzionamento ha lontane origini storiche essendo fatta risalire a più di 2 millenni fa dall'idea di Archimede sugli specchi ustori.

## Tipi di impianto e funzionamento
Gli impianti solari a concentrazione si dividono in quattro tipi: a collettori parabolici lineari, a collettori lineari a riflettore Fresnel, a torre di energia solare ed a riflettore parabolico circolare.

### Impianto a collettori parabolici lineari
Questo tipo di impianto è formato da specchi parabolici (detti anche specchi a trogolo) - che ruotano su un solo asse - che riflettono e concentrano la luce diretta del sole su un tubo ricevitore posto nel fuoco del paraboloide.
Dentro il tubo scorre un fluido (detto fluido termovettore perché adatto ad immagazzinare e trasportare calore), che assorbe l'energia e la trasporta ad uno scambiatore di calore, per la produzione di vapore, e/o ad un serbatoio di accumulo, necessario se si vuole supplire ai momenti di scarsa o nulla insolazione (come la sera).
L'accumulo, se presente, può restituire il suo calore allo scambiatore di calore, che genera vapore tramite scambio termico; questo viene utilizzato per muovere uno o più turbine in cascata, collegate a loro volta a degli alternatori (il complesso turbina-alternatore è detto anche turboalternatore) per produrre così corrente elettrica.
Il fluido termovettore può essere olio diatermico (centrali di 1ª generazione) oppure, secondo gli sviluppi di questi ultimi anni, una miscela di sali che fondono alle temperature di esercizio della centrale e per questo detti sali fusi (centrali di 2ª generazione). L'olio diatermico ha lo svantaggio di dissociarsi a temperature superiori a 400 °C, che quindi rappresenta la temperatura limite per gli impianti con tale fluido termovettore.
La temperatura più alta raggiunta dai sali fusi (fino ed oltre ai 550 °C) rispetto all'olio diatermico consente una migliore resa energetica in base al rapporto delle temperature tra serbatoio caldo ed il serbatoio freddo di cui al Ciclo di Carnot. La maggiore temperatura permette anche la possibilità di un agevole accoppiamento con centrali a ciclo combinato. La Centrale Termoelettrica a Ciclo Combinato Archimede di Priolo Gargallo da 750 MWe è un esempio del genere.
Con l'utilizzo di miscele a sali fusi è possibile inoltre migliorare la capacità di accumulo termico dell'impianto, prolungandone la produttività anche fino a molte ore senza esposizione al sole. La Centrale Gemasolar è un esempio di implementazione che ottiene tra le maggiori autonomie di quelle esistenti, con fino a 15 ore di funzionamento a piena potenza nominale, senza radiazione solare.
Una volta "catturata" l'energia del Sole (sorgente) il processo di produzione ovvero conversione in energia elettrica è quindi del tutto analogo a quanto avviene in una comune centrale termoelettrica, ma senza emissioni di fumi.
In generale si possono definire un'efficienza di captazione del calore da parte degli specchi rispetto all'energia solare totale incidente (1ª conversione), un'efficienza nel trasporto del calore nel tubo centrale, un'efficienza nell'accumulo di calore nel serbatoio di accumulo, un'efficienza di conversione del calore accumulato in energia elettrica (2ª conversione) (sempre minori dell'unità per via di inevitabili perdite) e un'efficienza totale del totale rispetto alla fonte primaria di energia che si ottiene come prodotto delle varie efficienze precedenti.
Gli specchi concentratori sono completamente automatizzati in modo da inseguire costantemente il Sole nel suo moto apparente in cielo (sono detti per questo eliostati), massimizzando così la resa di captazione solare durante l'intero arco della giornata. In caso di forte vento è previsto l'abbassamento verso terra degli specchi in modo da evitare rotture, posizione utilizzata anche per pulire gli specchi.

### Impianto a specchi lineari a riflettore Fresnel
I riflettori Fresnel applicano l'idea della lente di Fresnel, un tipo di lente inventata dal fisico Augustin-Jean Fresnel nel 1827. Consistono in svariate strisce strette parallele di specchi piani inclinati opportunamente per concentrare la radiazione solare su tubi posti opportunamente in alto, sopra e parallelamente alle file di specchi piani. All'interno dei tubi abbiamo un fluido termovettore che opera poi come descritto nel tipo di impianto a specchi lineari parabolici. Il vantaggio di questo approccio è che permette una maggiore superficie riflettente a parità di area occupata ed inoltre gli specchi piani sono più economici dei riflettori lineari parabolici. Lo svantaggio è una minore efficienza ottica.

### Impianto a torre di energia solare
Esistono anche centrali solari con un sistema di specchi riflettenti indipendenti che inseguono il sole e concentrano i suoi raggi su un ricevitore fisso posto alla sommità di una struttura a torre posta solitamente al centro dell'impianto. In questo caso si parla di impianto a torre centrale o centrale di energia solare a torre.
Nel ricevitore al vertice della torre scorre il fluido termovettore che trasferisce il calore a un generatore di vapore, che alimenta un turboalternatore. Con questo sistema si possono raggiungere fattori di concentrazione, e quindi temperature, superiori rispetto ai collettori parabolici lineari.

### Impianto a riflettore parabolico circolare

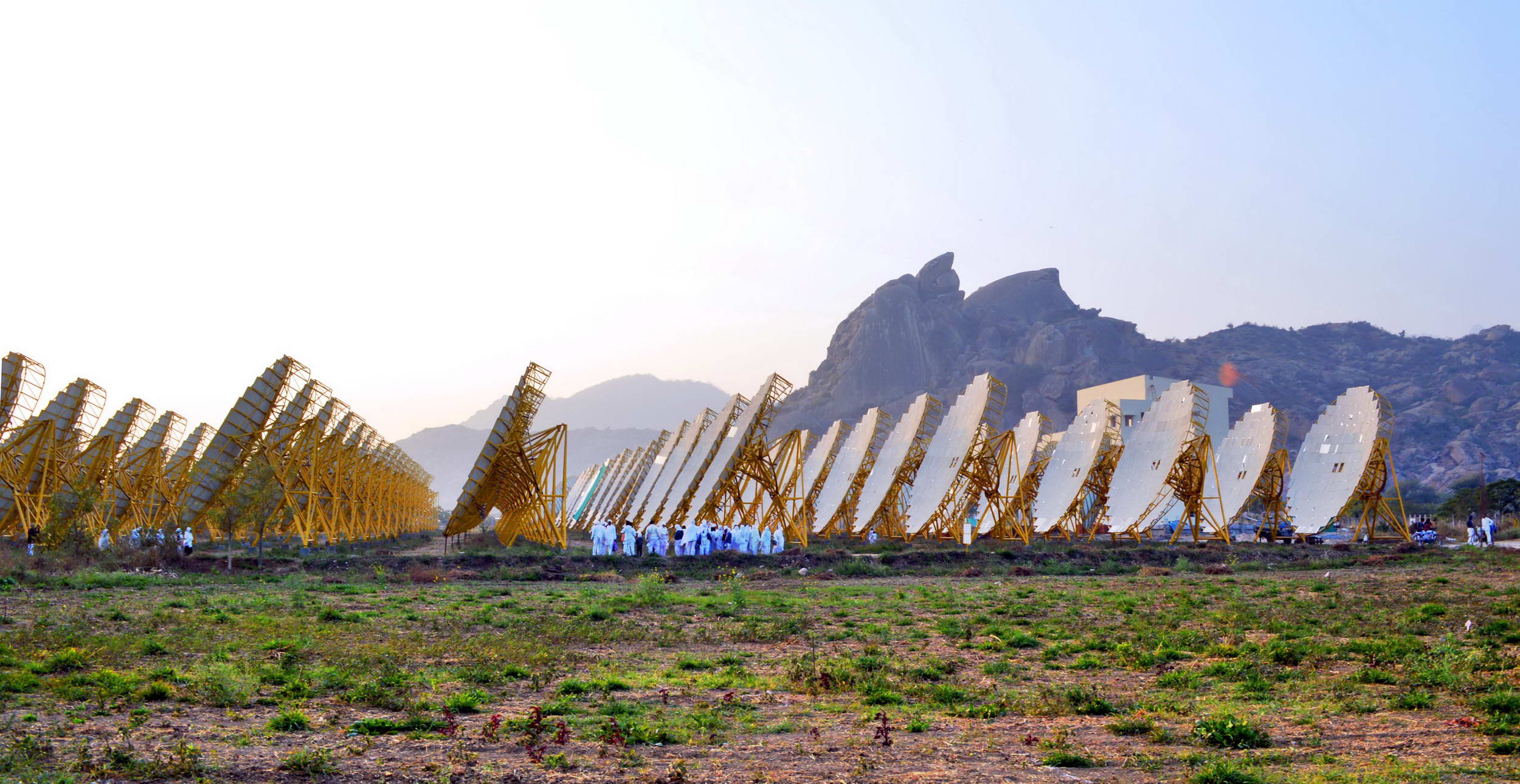
Impianto solare a riflettori parabolici circolari in India

In questo tipo di riflettore, la radiazione solare viene riflessa su un fuoco centrale di tipo puntuale. L'inseguimento solare avviene con il movimento su due assi. In genere nel fuoco troviamo il lato caldo di un motore Stirling, ma è stato anche costruito un prototipo che utilizzava l'energia solare per dissociare l'ammoniaca recuperando il calore in fase di ricombinazione dei composti in un apposito generatore di vapore, possibilmente raccogliendo il flusso dei composti dissociati anche da più riflettori parabolici, che poi alimentava un convenzionale ciclo termodinamico. Con questo sistema si raggiungono i massimi fattori di concentrazione, e quindi di temperature.

## Vantaggi e svantaggi
Nel 2008, il fisico italiano Carlo Rubbia ha stimato che un ipotetico quadrato di specchi di 40 000 km² (200 km per ogni lato) basterebbe per sostituire tutta l'energia derivata dal petrolio prodotta oggi nel mondo, mentre per alimentare un terzo dell'Italia bastava un'area che producesse la potenza di 15 centrali nucleari; vasta, in pratica, quanto l'area circoscritta dal Grande Raccordo Anulare.
Il vantaggio riscontrabile nell'immediato rispetto ad un tradizionale impianto fotovoltaico consiste in una produzione di energia più uniforme nel tempo causa lo sfruttamento indiretto dell'energia solare anche di notte o in caso di cattivo tempo fino ad alcuni giorni grazie al sistema di accumulo del fluido termovettore e all'alta temperatura raggiungibile dai sali fusi (circa 550 °C).
Per far fronte ai periodi di scarso soleggiamento, specialmente nel periodo invernale e per impianti di grossa potenza, si è pensato di abbinare a questo tipo di impianti solari, dei sistemi di combustione tradizionali con cui poter mantenere la temperatura dei sali fusi oppure, come ad esempio nel caso del progetto Archimede, integrando l'impianto solare termodinamico con un impianto termoelettrico a ciclo combinato alimentato a metano. Un problema paventato per questo tipo di impianti e più in generale i sistemi energetici che sfruttano l'energia solare, sono le notevoli superfici libere da occupare in rapporto alla produzione elettrica. Ad esempio un impianto da circa 40 MW nominali di potenza elettrica in una zona con un DNI (Direct Normal Irradiance) attorno a 1800 kWh/m² anno (Sicilia), occupa circa 120 ettari di superficie. Ma questa caratteristica di essere una fonte diluita, è ancora più seria nel caso dell'idroelettrico; per citare un esempio, la costruzione dell'Impianto Idroelettrico di Glorenza eroga 105 MWe utilizzando le acque provenienti dalla diga di sbarramento che hanno creato il lago artificiale di Resia, impegnando 6,6 km2 di fertili terreni, ovvero 660 ettari.  E l'opera non è stata fermata neanche dalla necessità di dovere allagare un intero centro abitato, di cui oggi sporge solo il campanile.
Ma la questione sulle superfici diventa oziosa se si considera l'ampia disponibilità in Italia, che per esempio, i fautori dei biocarburanti, stimano in 1-2 milioni di ettari di terreni incolti o marginali. Questa disponibilità di spazi è mantenuta anche ove è preferibile la costruzione di impianti solari, ovvero nel Sud Italia, che dispone di molte zone utilizzabili, come testimoniano i progetti già avviati.
Seguendo questa linea si è ipotizzato anche la costruzione di vaste centrali solari-termodinamiche nelle aree desertiche del Nord Africa, in seguito ad accordi internazionali con Libia e Marocco (Progetto Desertec), laddove la disponibilità di spazio e condizioni climatiche relative all'insolazione media annua del tutto ottimali creerebbero situazioni particolarmente favorevoli alla produzione su vasta scala di energia elettrica: sembra che tale soluzione, unita alla realizzazione di reti di distribuzione elettrica a "corrente continua" e bassa perdita, possa arrivare a soddisfare anche l'intero fabbisogno energetico europeo.
Un altro svantaggio è che un siffatto sistema di produzione di energia, se fortemente centralizzato, risulterebbe facilmente soggetto ad attacchi di tipo vandalistico, in quanto, vista la superficie occupata, non potrebbe essere sorvegliato come accade con impianti di altro tipo. Tuttavia è bene notare che l'attuale approvvigionamento energetico si basa su un sistema di poche, grandi centrali, e quindi soggette allo stesso tipo di rischi di sabotaggio. Anzi, una centrale di questo tipo, proprio grazie alla sua struttura, sarebbe molto più veloce e più economica da riparare rispetto ad una comune centrale a turbogas.
Nonostante queste limitazioni si ritiene tuttavia che tali sistemi rappresentino comunque una svolta o un miglioramento sensibile all'interno del panorama di produzione energetico da fonte solare, la fonte primaria di energia sulla Terra.

## Diffusione

### Nel mondo
La prima centrale solare termodinamica venne realizzata sulla base delle teorie di Giovanni Francia pubblicate a partire dal 1965 sulla rivista scientifica Sapere. Francia realizzerà i suoi primi prototipi sperimentali a Sant'Ilario di Genova a partire dal 1967, pubblicandoli sulla rivista internazionale Solar Energy Journal. Nove anni più tardi, uno specifico gruppo di lavoro della Commissione Europea incaricato di condurre uno studio preliminare, preventivò tre anni per la costruzione e il montaggio di un impianto funzionante denominato Eurelios, iniziato di fatto nel 1977 e concluso nel 1980  ad Adrano, in provincia di Catania, entrato in attività nel 1981 e rimasto in esercizio fino al 1991, scartato dall'Enel nonostante il potenziale, per via della scarsa resa produttiva. Il pionieristico progetto di sfruttamento del sole per la produzione energetica di Giovanni Francia e gli studi pubblicati, ritenuti ancora validi nonostante l'insuccesso siciliano, fecero da base ai successivi impianti statunitensi realizzati in California.
Al 1981 risale quindi il completamento del progetto Solar-1, costruito nel deserto del Mojave, a est di Barstow in California. Solar-1 fu operativo dal 1982 sino al 1986. Fu distrutto da un incendio che mandò a fuoco l'olio che scorreva come fluido di trasferimento del calore all'interno dei tubi assorbenti su cui i raggi del sole venivano concentrati. Seguì Solar-2 sempre in California.
Dal 1985, il cosiddetto SEGS è operativo in California; è costituito da 9 impianti per una capacità totale di 350 MW.
Nel 2007 è entrato in servizio Nevada Solar One, con una potenza di 64 MWe. A partire dal 2010 la BrightSource Energy ha iniziato il cantiere dell’Ivanpah Solar Electric Generating Station (ISEGS), la più grande centrale solare al mondo a torre e campo specchi, basata sull’impianto Eurelios e sui principi di Francia, attraverso un perfezionamento svolto nel campo sperimentale del 2008 nel deserto del Negev in Israele, con una potenza di 392.00 MW. La sua messa in esercizio, inizialmente prevista per il 2013, si procrastinò al 2014 con la denominazione di Ivanpah Solar Power Facility e. Nel gruppo di finanziatori appare anche la nota compagnia Google.
Nel 2013 è entrato in servizio Solana Generating Station, con una potenza di 280 MWe e 6 ore di accumulo termico. Nel 2014 sono entrati in servizio, appunto, la Ivanpah Solar Power Facility e e il Genesis Solar Energy Project con una potenza di 250 MWe.
Sempre nel 2014 è in commissionamento il Crescent Dunes Solar Energy Project per 110 MWe ed è in attesa del completamento della linea di trasmissione elettrica Mojave Solar Project per 280 MWe. Per quanto riguarda invece gli impianti solari integrati, nel 2010, alcuni mesi dopo il progetto Archimede, è entrato in servizio Martin Next Generation Solar Energy Center, per una potenza termica teorica di 75 MWth.
Tra il 2006 e il 2011 in Spagna sono state costruite oltre 30 centrali di questo tipo: con accumulo, come le Andasol 1, e senza accumulo termico, la maggior parte con una capacità di 50 MW, a causa del limite legislativo incentivante fino a potenze di 50 MWe. Attualmente la potenza solare termodinamica collegata alla rete elettrica spagnola ha raggiunto 2300 MWe di potenza e nel solo mese di Giugno 2014 ha generato 715 GW·h di energia elettrica.
Negli Emirati Arabi Uniti, nel 2013 è entrato in servizio Shams solar power station con una potenza di 100 MWe.
In India, nel 2013 è entrato in servizio Godawari Solar Project con una potenza di 50 MWe.
In Algeria, nel 2011 è entrato in servizio Hassi R'Mel integrated solar combined cycle power station, un altro impianto solare integrato come il progetto Archimede, ma che apporta circa 60 MWth alla centrale termoelettrica.
In Marocco, nel 2011 è entrato in servizio Ain Beni Mathar Integrated Thermo Solar Combined Cycle Power Plant, anche un impianto solare integrato, con un apporto di circa 60 MWth alla centrale termoelettrica.
In Egitto, nel 2011 è entrato in servizio ISCC Kuraymat, un ulteriore impianto solare integrato, con un apporto di circa 40 MWth alla centrale termoelettrica.
In Iran, nel 2011 è entrata in servizio la componente solare di Yazd integrated solar combined cycle power station.
In Sudafrica, nel 2014 è in commissionamento KaXu Solar One per una potenza di 100 MWe.

### In Italia
Nel 2005, Carlo Rubbia, Premio Nobel per la fisica, lasciò la presidenza dell'ENEA, in un periodo di contrasti con quanti non erano disposti a finanziare il solare termodinamico a concentrazione.
Nel dicembre 2007, il secondo Governo Prodi approva un piano industriale per costruire dieci centrali da 50 MW nel sud Italia.
Nel marzo 2008, il governo ha ricevuto il parere favorevole della Conferenza Stato-Regioni per avviare questa anche nel resto del territorio nazionale.
Nel progetto Archimede dell'ENEA, sviluppato in collaborazione con l'Enel e fortemente sponsorizzato dal premio Nobel Carlo Rubbia, come fluido termovettore venne usato una miscela di sali fusi (60% di nitrato di sodio e 40% di nitrato di potassio) che permette un accumulo in grandi serbatoi di calore e una temperatura di esercizio molto elevata (fino a 550 °C) aumentando l'efficienza dell'impianto.
Nel luglio 2009 il Senato Italiano ha approvato due mozioni: la n.155, decisamente critica, presentata da parlamentari del Popolo della Libertà ed una seconda, la n.161 favorevole alla tecnologia solare termodinamica, presenta da parlamentari della Lega Nord Padania. Le due mozioni in contrasto sono state approvate dalla stessa maggioranza. La mozione n.155. è decisamente critica riguardo al solare termodinamico, ritenuta una fonte non completamente ecologica in quanto necessita di essere combinata a fonti non rinnovabili che ne garantiscano il funzionamento anche in assenza di sole, e poco efficiente sotto diversi punti di vista anche in confronto con la nuova politica di rilancio del nucleare. Nella mozione n.161, approvata dal Senato, i parlamentari ricordano che il recepimento della direttiva 2001/77/CE, con il DL n.387/2003 "... costituisce la base legislativa per promuovere la produzione di elettricita attraverso il contributo delle fonti energetiche rinnovabili, tra le quali anche il solare termodinamico". Tra le parole approvate dal Senato, leggiamo che il solare termodinamico ha "raggiunto rilevanti progressi e innovazioni che permettono di accumulare il calore prodotto e renderlo disponibile quando richiesto". Questo sviluppo elimina la variabilità tipica delle tecnologie solari, come ancora presentato dal fotovoltaico. La mozione n.161 aggiunge che il solare termodinamico è "una tecnologia che interessa soprattutto i Paesi a forte insolazione, come il nostro ..." ricordando quindi che anche l'Italia è destinata al suo utilizzo. Viceversa nella mozione n.155 si sottintende che il solare termodinamico abbia difficoltà a trovare siti adeguati, che abbia bisogno di una fonte d'acqua per il raffreddamento, che non debba essere troppo lontana dalla connessione alla rete, che l'efficienza energetica difficilmente potrà superare il 25%, che per funzionare senza soluzione di continuità abbia bisogno di combustibile e quindi non sarebbe ecologica, e critica l'utilizzo della componente termodinamica dal punto di vista economico perché i costi non sarebbero comprimibili, essendo una tecnologia matura, che i costi di produzione siano nell'ordine dei 6 euro a watt, che i costi sono comunque elevati poiché gli impianti sono piccoli e non beneficiano di fattori di scala, che manca un sistema industriale in Italia, che i costi per essere ammortizzati in 20 anni devono essere inseriti in formule di cogenerazione con cicli combinati o impianti a carbone, che la tipologia è complessa e quindi non alla portata di piccoli imprenditori, che i primi impianti (ndr: SEGS per 350 MW nel deserto del Mojave) non sarebbero stati persuasivi, e quindi abbandonati, che conviene puntare più sulla tecnologia fotovoltaica, del consumo di biomasse e dell'eolico. Lo stesso presidente dell'ENEA Luigi Paganetto ha reagito sorpreso al contenuto della mozione, dichiarando "Ritengo singolare che questo accada, perché sul solare termodinamico siamo leader del mondo".
Questa affermazione viene provata il 15 luglio 2010, quando è stata inaugurata dall'Enel a Priolo Gargallo in provincia di Siracusa la prima centrale a ciclo combinato integrata a solare (ISCC = Integrated solar combined cycle) del mondo con 15 MWth di apporto termico solare costata 60 milioni di euro (Progetto Archimede) per la sola componente solare (campo solare). Lo scopo principale di questo progetto è di tipo dimostrativo e vuole sottolineare la grande potenzialità del solare termodinamico applicato alle centrali a turbo gas al fine di migliorarne l'efficienza.
Il 12 dicembre 2012 viene presentata alla Regione Basilicata
il progetto di un impianto solare a tecnologia termodinamica ad uso industriale
della potenza di 50 MWe presso Banzi in provincia di Potenza.